# مارسيل شتاستني
مارسيل شتاستني هو لاعب كرة قدم تشيكي في مركز الدفاع، ولد في 18 فبراير 1983 في تشيكوسلوفاكيا. لعب مع فيكتوريا زيزكوف ونادي نيترا.

## وصلات خارجية
- مارسيل شتاستني على موقع قاعدة بيانات كرة القدم.إي يو (الإنجليزية)
- مارسيل شتاستني على موقع Soccerway.com (الإنجليزية)